# Choerades vulcanus
Choerades vulcanus là một loài ruồi trong họ Asilidae. Choerades vulcanus được Wiedemann miêu tả năm 1828.